# 柯灵故居

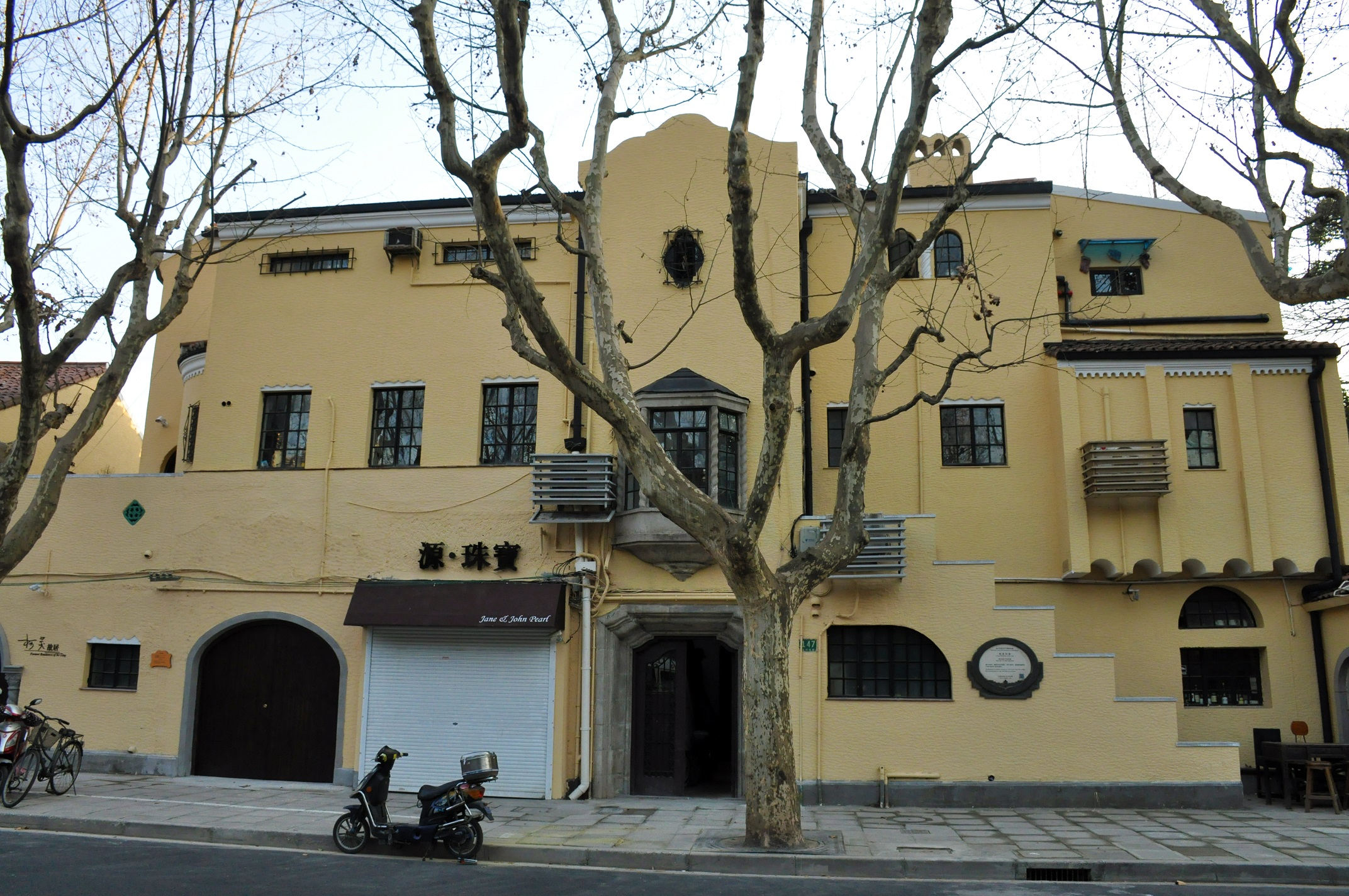
柯灵故居

柯灵故居又稱柯靈舊居，位於中華人民共和國上海市徐匯區復興西路147號，是上海市第五批优秀历史建筑。建成於1933年，為西班牙式風格的住宅，共三層。1951年至2000年，柯灵居住於該幢建築的203室。2016年2月6日，位於該建築一、二層樓的柯灵故居對外開放。一层为柯灵生平展厅及书信展厅，二层为柯灵居住时的卧室、书房、客厅,餐厅、厨房等，花园中矗立有柯灵半身雕像。